# Акматбаев, Таберик Коноевич
Таберик Коноевич Акматбаев (род. 18 августа 1944 года в Чолпон-Ате) — советский и киргизский государственный деятель, депутат Жогорку Кенеша двух созывов.

## Биография
Таберик Акматбаев родился 18 августа 1944 года в городе Чолпон-Ата, Иссык-Кульская область, в крестьянской семье.
В 1968 году окончил Фрунзенский политехнический институт, получил специальность инженера-механика. Позже окончил Академию народного хозяйства Совета министров СССР, по специальности «управление экономикой». Также проходил обучение в Техасском университете (США), по специальности «административное руководство в правительстве», изучал административное управление в Вене (Австрия).
В 1968 году начал трудовую деятельность мастером, позже работал на руководящих должностях в группе компаний Министерства автомобильных и шоссейных дорог Киргизской ССР. С 1975 по 1982 год был заместителем председателя правления Республиканского научно-технического общества автотранспорта и дорожного хозяйства, главным инженером транспортно-экспедиционного управления министерства автомобильных и шоссейных дорог Киргизской ССР. В 1982—1984 годах был заместителем председателя Государственного комитета по нефтепродуктам Киргизской ССР. С 1984 по 1987 год руководил трестом «Кыргызтара» Государственного комитета по материально-техническому снабжению Киргизской ССР. В 1987—1991 годах был заместителем председателя Государственного комитета по материально-техническому снабжению Киргизской ССР. С 1991 по 1997 год — заместитель председателя «Кыргызконтракта», заместитель министра торговли и материальных ресурсов, заместитель министра промышленности и торговли, заместитель министра внешней торговли и промышленности Киргизии.
В 1995 году был избран депутатом Собрания народных представителей Жогорку Кенеша. Входил в комитет по международным и межпарламентским связям. В 1997 году был назначен заместителем председателя депутатской комиссии по проверке хода выполнения законов Киргизии отдельными предприятиями. В 2000 году снова был избран в парламент — депутат Законодательного собрания Жогорку Кенеша. В депутатских группах и фракциях не состоял. Входил в комитет по налогам, таможенным и другим сборам, был председателем подкомитета по неналоговым платежам и сборам.
Является президентом благотворительного фонда «Ай-Коль».
Отмечен Грамотами Верховного Совета Киргизской ССР, почётный гражданин Бишкека.
Состоит в браке, воспитал четверых детей.